# Endostatina
A endostatina é um fragmento C-terminal de 20 kDa, de ocorrência natural, derivado do colágeno tipo XVIII. Foi relatado que ela atua como um inibidor de angiogênese, semelhante à angiostatina e à trombospondina.
A endostatina é um inibidor de angiogênese de amplo espectro e pode interferir na ação pró-angiogênica de fatores de crescimento, como o fator de crescimento básico de fibroblastos (bFGF/FGF-2) e o fator de crescimento do endotélio vascular (VEGF).

## Informações gerais
A endostatina é um inibidor endógeno da angiogênese. Ela foi encontrada pela primeira vez secretada no meio de células de camundongo sem metástase de uma linhagem de células de hemangioendotelioma em 1997 e, posteriormente, foi encontrada em humanos, por exemplo, em plaquetas. Ela é produzida pela clivagem proteolítica do colágeno tipo XVIII, um membro da família das multiplexinas que se caracteriza por interrupções na tripla hélice, criando vários domínios, por proteases como as catepsinas. O colágeno é um componente das membranas basais epiteliais e endoteliais. A endostatina, como um fragmento do colágeno tiipo XVIII, demonstra uma função da ECM na supressão da neoangiogênese. Fatores pró-angiogênicos e antiangiogênicos também podem ser criados por proteólise durante as cascatas de coagulação. Os inibidores endógenos da angiogênese estão presentes tanto no tecido normal quanto no tecido canceroso. De modo geral, a endostatina regula muitas cascatas de sinalização, como a sinalização de efrina, TNF-α e NFκB, bem como cascatas de coagulação e adesão. Outros fatores antiangiogênicos derivados do colágeno incluem arrestina, canstatina, tumstatina, fragmento antiangiogênico de colágeno α 6 tipo IV e restina.

## Estrutura
A endostatina monomérica humana é uma proteína globular que contém duas ligações dissulfeto: Cys162-302 e Cys264-294. Ela se dobra firmemente, tem um domínio de ligação ao zinco no terminal N da proteína e tem uma alta afinidade pela heparina por meio de um patch básico de 11 argininas. A endostatina também se liga a todos os proteoglicanos de sulfato de heparano com baixa afinidade. A endostatina oligomérica (trímero ou dímero) se liga principalmente à laminina da lâmina basal.

## Atividade biológica
Estudos in vitro demonstraram que a endostatina bloqueia a proliferação e a organização de células endoteliais em novos vasos sanguíneos. Em estudos com animais, a endostatina inibiu a angiogênese e o crescimento de tumores primários e metástases secundárias.

## Mecanismo
A endostatina suprime a angiogênese por meio de muitas vias que afetam a viabilidade e o movimento das células. A endostatina reprime o controle do ciclo celular e os genes antiapoptose nas células endoteliais em proliferação, resultando em morte celular. A endostatina bloqueia a expressão de genes pró-angiogênicos controlados pela c-Jun N-terminal cinase (JNK) ao interferir na ativação da JNK pelo TNFα. Ela reduz o crescimento de novas células ao inibir a ciclina D1. Como resultado, as células param durante a fase G1 e entram em apoptose. A alteração da transdução de sinal do FGF pela endostatina inibe a migração das células endoteliais por meio da interrupção das adesões da matriz celular, das adesões célula-célula e da reorganização do citoesqueleto. Ao se ligar à integrina α5β1 nas células endoteliais, ela inibe as vias de sinalização das quinases Ras e Raf e diminui a atividade da ERK-1 e da p38. A ligação da endostatina e o agrupamento das integrinas causam a co-localização com a caveolina-1 e ativam tirosina quinases não receptoras da família Src, envolvidas na regulação da proliferação, diferenciação e mobilidade celular. Outras interações com receptores incluem o receptor VEGF-R2/KDR/Flk-1 nas células endoteliais da veia umbilical humana.
A endostatina pode impedir a atividade de certas metaloproteases. Vários estudos se concentraram nos efeitos posteriores da recepção da endostatina. Esses estudos estimaram que a endostatina pode afetar significativamente 12% dos genes usados pelas células endoteliais humanas. Embora a sinalização da endostatina possa afetar esse grande número de genes, os efeitos parecem surpreendentemente limitados. A recepção da endostatina parece afetar apenas a angiogênese proveniente de fontes patogênicas, como os tumores. Os processos associados à angiogênese, como a cicatrização de feridas e a reprodução, aparentemente não são afetados pela endostatina. O resultado é possível porque a angiogênese de origem patogênica geralmente envolve a sinalização por meio de integrinas, que são diretamente afetadas pela endostatina.

## Câncer
Embora esse processo pelo qual a endostatina atua não seja totalmente compreendido, ele envolve metaloproteases e endopeptidases que digerem os componentes da matriz extracelular. Vários fatores angiogênicos endógenos semelhantes são produzidos a partir de componentes da matriz dessa forma. Por exemplo, a degradação do perlecano pode produzir endorrepelina, que funciona como um fator antiangiogênico. Coletivamente, acredita-se que esses produtos equilibrem a regulação entre fatores pró-angiogênicos e antiangiogênicos fora das camadas epitelial e endotelial.
Entre os inibidores da antiangiogênese, a endostatina tem uma ampla gama de alvos do espectro anticâncer, o que aumenta sua importância, já que os inibidores sintéticos geralmente têm alvos únicos e enfrentam problemas de toxicidade. A endostatina tem várias características que podem ser vantajosas para a terapia do câncer. Em primeiro lugar, a endostatina endógena foi descrita como "a droga anticâncer menos tóxica em camundongos". Além disso, nem a resistência nem a toxicidade da endostatina ocorrem em seres humanos. Estima-se que a endostatina afete 12% do genoma humano. Isso revela um amplo espectro de atividade focado na prevenção da angiogênese. Isso é muito diferente das terapias moleculares e pode mudar a forma como as terapias contra o câncer são projetadas: os medicamentos podem ser projetados para atingir uma ampla gama de genes em vez de uma proteína específica. Entretanto, a endostatina não afeta todos os tumores. Por exemplo, os cânceres que podem ter uma atividade pró-angiogênica extrema por meio do VEGF podem superar os efeitos antiangiogênicos da endostatina.

## Possível tratamento de câncer
A endostatina está sendo estudada atualmente como parte da pesquisa sobre o câncer. Os resultados anteriores indicaram que a endostatina pode ser benéfica em combinações com outros medicamentos, mas a endostatina isolada não apresentou melhorias significativas na progressão do tumor/doença.

### Fase I
Em um estudo clínico de Fase I, dos 19 pacientes tratados, 12 foram retirados do estudo por seus médicos devido à progressão contínua da doença. Dois pacientes continuaram a ser tratados e os demais se retiraram por conta própria. O estudo, projetado principalmente para demonstrar segurança, de fato mostrou que o medicamento era seguro e bem tolerado (nas dosagens usadas).

### Fase II
Em um estudo clínico de Fase II, 42 pacientes com tumores endócrinos pancreáticos ou tumores carcinoides foram tratados. Dos 40 pacientes que puderam ser avaliados quanto a uma resposta radiológica, nenhum apresentou resposta parcial à terapia, conforme definido pelos critérios da Organização Mundial da Saúde.
A conclusão do estudo foi que "o tratamento com endostatina não resultou em regressão significativa do tumor em pacientes com tumores neuroendócrinos avançados".

### Fase III
Um estudo clínico de Fase III foi realizado em 493 pacientes com carcinoma de pulmão de células não pequenas nos estágios IIIB e IV confirmados por histologia ou citologia, com expectativa de vida superior a 3 meses. Os pacientes foram tratados com Endostar (rh-endostatina, YH-16), um produto de endostatina recombinante, em combinação com vinorelbina e cisplatina (um regime quimioterápico padrão). A adição do Endostar ao regime quimioterápico padrão nesses pacientes com carcinoma de pulmão de células não pequenas avançado resultou em uma melhora significativa e clinicamente significativa na taxa de resposta, no tempo médio para progressão e na taxa de benefício clínico em comparação com o regime quimioterápico isolado.

## Importância clínica
A endostatina também pode ser útil em terapias para doenças inflamatórias, como artrite reumatoide, doença de Crohn, retinopatia diabética, psoríase e endometriose, reduzindo a infiltração de células inflamatórias por meio da angiogênese invasora. Pacientes com síndrome de Down parecem estar protegidos contra a retinopatia diabética devido a uma cópia adicional do cromossomo 21 e à expressão elevada de endostatina.